# Гриценко, Артур Владимирович
Арту́р Влади́мирович Грице́нко (укр. Артур Володимирович Гриценко; 15 февраля 1979, Городница, Житомирская область — 22 апреля 2022, Харьковская область) — украинский футболист, выступавший на позиции защитника. Военнослужащий ВСУ, участник российско-украинской войны.

## Биография
Начал заниматься футболом в Житомире, первый тренер — Анатолий Тетяневич. Затем учился во Львовском училище физкультуры под руководством Ярослава Луцышина. Во взрослом футболе дебютировал в 1996 году, в чемпионате Украины среди коллективов физкультуры выступая за «Явор» из Яворова. На профессиональном уровне первую игру провел в том же году, в составе футбольного клуба «Львов», выступавшего в первой лиге чемпионата Украины. Защищал цвета «горожан» до 2001 года, в сезоне 1998/99 также проведя несколько игр за «Карпаты-2» во второй лиге. В 2001 году, после слияния «Львова» с «Карпатами», перешел в стан вторых. Дебютировал в высшей лиге 31 августа 2001 года, на 84-й минуте домашнего матча против ужгородского «Закарпатья» заменив Романа Толочко. Больше в составе главной команды «львов» не появлялся, выступая за фарм-клубы в низших лигах.
В 2004 году перешел в сумской «Спартак». На следующий год стал игроком стрыйской «Газовик-Скалы». В 2006 году вернулся во Львов, где подписал контракт с новосозданным одноименным клубом, в котором провёл год, появляясь на поле в большинстве матчей. Сезон 2007/08 начал в составе «Коростеня», а в зимнее межсезонье перешёл в днепродзержинскую «Сталь». Перед началом следующего чемпионата стал игроком белоцерковского «Арсенала», в составе которого стал серебряным призёром своей группы второй лиги. Затем, проведя ещё сезон за команду в первой лиге, завершил выступления на профессиональном уровне. После этого играл за любительские коллективы из западной Украины. В 2010 году, в составе закарпатского «Берегвидейка» стал обладателем Кубка Украины среди любителей.
По окончании карьеры жил в селе Наталовка, возле Новоград-Волынского, а позднее — в Париже.

### Смерть
В 2022 году, после начала вторжения в Украину российских войск, вернулся на родину и вступил сначала в Силы территориальной обороны, а позднее — в 95-ю отдельную десантно-штурмовую бригаду ВСУ. Погиб 22 апреля 2022 года, в ходе боёв за Харьков. Похоронен в Наталовке. В апреле 2022 года улица Пушкина в Наталовке была переименована в улицу Артура Гриценко.

## Достижения
- Серебряный призёр Второй лиги чемпионата Украины: 2008/09 (группа «А»)
- Обладатель Любительского кубка Украины: 2010